# Krahule

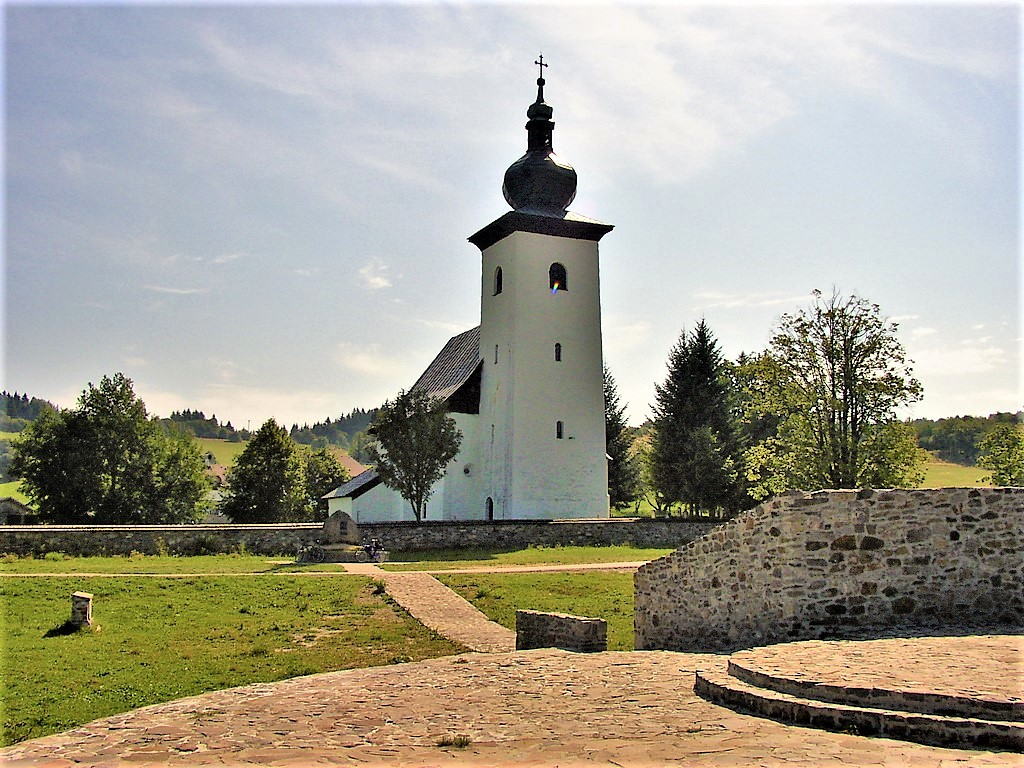
Kerk

Krahule (Duits: Blaufuß, Hongaars: Kékellő) is een Slowaakse gemeente in de regio Banská Bystrica, en maakt deel uit van het district Žiar nad Hronom. Krahule heeft een (historische) Duitse minderheid, en is de enige gemeente in Slowakije die Duits als tweede ambtstaal hanteert. 
Krahule telt 192 inwoners.
Bartošova Lehôtka · Bzenica · Dolná Trnávka · Dolná Ves · Dolná Ždaňa · Hliník nad Hronom · Horná Ves · Horná Ždaňa · Hronská Dúbrava · Ihráč · Janova Lehota · Jastrabá · Kopernica · Kosorín · Krahule · Kremnica · Kremnické Bane · Kunešov · Ladomerská Vieska · Lehôtka pod Brehmi · Lovča · Lovčica-Trubín · Lúčky · Lutila · Nevoľné · Pitelová · Prestavlky · Prochot · Repište · Sklené Teplice · Slaská · Stará Kremnička · Trnavá Hora · Vyhne · Žiar nad Hronom